# Fray Íñigo Abbad y Lasierra
Frère Íñigo Abbad y Lasierra, né en 1745 à Estadilla dans la province de Huesca en Aragon (Espagne) et mort en 1813 à Ribarroja, est un moine Bénédictin et auteur de l'une des premières œuvres historiques sur Porto Rico. Il fut évêque de Barbastro.